# Jurica Buljat
Jurica Buljat (Zadar, RFS de Yugoslavia, 19 de septiembre de 1986) es un futbolista croata que juega como defensa en el H. N. K. Zadar.

## Clubes
| Club                       | País           | Año       |
| -------------------------- | -------------- | --------- |
| N. K. Zadar                | Croacia        | 2004-2005 |
| H. N. K. Hajduk Split      | Croacia        | 2005-2011 |
| Maccabi Haifa              | Israel         | 2011-2012 |
| N. K. Zadar                | Croacia        | 2013      |
| Energie Cottbus            | Alemania       | 2013-2014 |
| N. K. Zadar                | Croacia        | 2014-2015 |
| F. C. Metalist Járkov      | Ucrania        | 2015      |
| F. C. Bunyodkor            | Uzbekistán     | 2016      |
| F. C. Pakhtakor Tashkent   | Uzbekistán     | 2017      |
| F. C. BATE                 | Bielorrusia    | 2017-2018 |
| P. F. C. Lokomotiv Plovdiv | Bulgaria       | 2018      |
| N. K. Inter Zaprešić       | Croacia        | 2019      |
| Hetten F. C.               | Arabia Saudita | 2020      |
| H. N. K. Zadar             | Croacia        | 2021-     |